# Sophie de Mijolla-Mellor
Pour les articles homonymes, voir Mellor et Mijolla.
Sophie de Mijolla-Mellor est une philosophe et psychanalyste française, professeure émérite de psychopathologie et psychanalyse de l'université Paris-Diderot. Membre du Quatrième Groupe, elle est fondatrice et présidente de l'Association internationale Interactions de la psychanalyse (A2IP) et directrice de la revue Topique.

## Parcours
Sophie de Mijolla-Mellor, née en 1946, est « une philosophe devenue psychanalyste » (depuis 1980).
Agrégée de philosophie en 1970, elle va s'orienter progressivement vers la psychanalyse. Elle se forme à la recherche universitaire avec Jean Laplanche qui a dirigé sa thèse d'État intitulée Psychanalyse et plaisir de la pensée. L'évolution de la notion de sublimation dans l’œuvre de Freud en 1986. Sa formation analytique se fait avec la psychanalyste Piera Aulagnier.
Aujourd'hui professeur émérite et ex directrice de recherches à l’UFR de S.H.C. de l’université Paris-Diderot, elle a été directrice de l’école doctorale « Recherches en psychanalyse »  et directrice de l’unité de recherche « Interactions de la psychanalyse », actuellement rattachée au Laboratoire de Psychanalyse, puis au CRPMS  à l'université Paris-Diderot.
Sophie de Mijolla-Mellor est membre de l'organisation psychanalytique Quatrième Groupe.

## Activité éditoriales et scientifiques
Elle est cofondatrice, avec Paul-Laurent Assoun, de la revue Recherches en psychanalyse, publiée avec le concours de l'école doctorale « Recherches en psychanalyse et psychopathologie ».
Elle est codirectrice de la revue Topique depuis 1991.
D'abord secrétaire scientifique de l’Association internationale d'histoire de la psychanalyse (AIHP) (1985-2005) créée par Alain de Mijolla, elle en est devenue la présidente à partir de 2005. Avec l'introduction de la notion d'« interactions de la psychanalyse », cette association est devenue, en 2011 et sous son impulsion, l'Association internationale Interactions de la psychanalyse (A2IP) qui a poursuivi le travail de l'équipe de recherche universitaire du même nom.
Elle fait partie, avec Bernard Golse et Roger Perron, du comité éditorial du Dictionnaire international de la psychanalyse, dirigé par Alain de Mijolla et elle est l'auteure de nombreuses entrées de ce dictionnaire.
Alors qu'aujourd'hui, relève un collectif d'auteurs, « la psychanalyse connaît le contre-coup des attaques lancées au nom d'un regain du positivisme, en France et ailleurs », l'œuvre de Sophie de Mijolla-Mellor rend compte aussi de la période qui précède, « foisonnante et pleine d'espoirs ».

## Publications

### Ouvrages
- Le Plaisir de pensée, Paris, PUF, 1992. [lire en ligne]
- Penser la psychose, Paris, Dunod, 1998.
- Le Besoin de savoir, Paris, Dunod, 2002.
- Le Besoin de croire, Paris, Dunod, 2004.
- La Sublimation, Paris, PUF, 2005, coll. « Que sais-je ? », no 3727  (ISBN 9782130606727). [lire en ligne]
- Un divan pour Agatha Christie, Le Bouscat, L'Esprit du temps, 2006.
- L'Enfant lecteur de la comtesse de Ségur à Harry Potter, les raisons du succès, Paris, Bayard, 2006.
- La Paranoïa, Paris, PUF, 2007, coll. « Que sais-je ? », no 3784.
- Le Choix de la sublimation, Paris, PUF, 2009. [lire en ligne]
- La Mort donnée. Essai de psychanalyse sur le meurtre et la guerre, Paris, PUF, 2011.
- Au péril de l'ordre, Paris, Odile Jacob, 2014.[lire en ligne]
- Les Arrogants, Paris, Dunod, 2017  (ISBN 978-2-10-076126-5). [lire en ligne]

### Comme co-auteur
- avec Christelle Évita, La relation d'aide, Paris, Éditions In Press, 2023,  (ISBN 978-2-84835-847-5), présentation sur le site de l'éditeur [lire en ligne]

### Direction d'ouvrages
- Les Femmes dans l'histoire de la psychanalyse, L'Esprit du temps, 1999, coll. « Perspectives Psychanalytiques »  (ISBN 9782913062085). Sommaire et présentation sur cairn.info : [lire en ligne]
- Traité de la sublimation, Paris, PUF, 2012.

### Articles et chapitres de livres (sélection)
- « Le fantasme de Pygmalion », p. 7-26, Topique, 2008/3, no 104.
- « Le doute et la croyance », p. 95-104, Nouvelle revue de psychosociologie, 2013/2, no 16, «Croyance et persuasion».
- « Le fantasme de la mère cruelle », Cliniques méditerranéennes, 2013/2, no 88, p. 123-130.
- « Humour et sublimation », Champ psy, 2015/1, no 67, p. 93-102.
- « Mythes magico-sexuels et souvenirs d’enfance », Topique, 2015/1, no 130, p. 55-61.
- « L'évolution de la pratique psychanalytique avec les patients psychotiques », in Alain de Mijolla, Évolution de la pratique psychanalytique, L'Esprit du Temps, 2001, coll. « Perspectives Psychanalytiques »  (ISBN 9782913062511) p. 117-133.